# Роб Геннессі
Роб Геннессі (англ. Robert "Rob" Hennessy; 8 грудня 1990, Лімерик) — ірландський футбольний арбітр. Арбітр ФІФА та УЄФА з 2017 року. Судить ігри в Прем'єр-дивізіоні Ірландії з 2015 року.

## Суддівська кар'єра
Геннессі дебютував в Прем'єр-дивізіоні Ірландії 30 жовтня 2015 року в матчі «Лонгфорд Таун» — «Деррі Сіті». Гра завершилась з рахунком 4–2, Геннессі показав 4 жовті картки.
29 червня 2017 року Геннессі дебютував у європейських змаганнях під час матчу між «Скендербеу» (Корча) та «УЕ Сант-Жулія» у попередньому раунді Ліги Європи УЄФА. Матч закінчився з рахунком 1–0.
Свій перший міжнародний матч на рівні збірних він судив 6 вересня 2019 року, коли Австрія перемогла Латвію з рахунком 6–0.
Він також судить матчі в Юнацькій лізі УЄФА.
У 2025 році обслуговував матчі чемпіонату Європи серед юнаків (U-19) в Румунії.

## Міжнародні матчі
| Дата            | Місце                       | Збірні                         | Результат | Турнир                            | ЖК | YK · YK · RK | RK |
| --------------- | --------------------------- | ------------------------------ | --------- | --------------------------------- | -- | ------------ | -- |
| 6 вересня 2019  | Вальс-Зіценхайм, Австрія    | Австрія — Латвія               | 6 — 0     | Кваліфікація Євро-2020            | 3  | 0            | 0  |
| 27 березня 2021 | Мінск, Білорусь             | Білорусь — Естонія             | 4 — 2     | Кваліфікація чемпіонат світу 2022 | 8  | 1            |    |
| 24 березня 2022 | Глазго, Шотландія           | Шотландія — Польща             | 1 — 1     | Товариський                       | 1  |              |    |
| 7 червня 2022   | Торсгавн, Фарерські острови | Фарерські острови — Люксембург | 0 — 1     | Ліга націй УЄФА 2022—2023]        | 1  | 1            | 1  |